# Мринська Віра Іванівна
Віра Іванівна Мринська (нар.. 20 листопада 1927, хутір Калинів Міст Пирятинського району Полтавської області, Українська РСР, СРСР — пом. 15 грудня 2004, м. Глухів Глухівського району (нині Шосткинського району) Сумської області) — український вчений у галузі педагогіки та методики викладання математики, кандидат педагогічних наук, доцент (1981), Заслужений працівник народної освіти України (1994).

## Життєпис
Віра Мринська народилася 1927 року на хуторі Калиновий міст Пирятинського району Полтавської області. 1951 року закінчила фізико-математичний факультет Сумського державного педагогічного інституту імені А. С. Макаренка. Десятиліття, з 1951 по 1961 рік працювала вчителькою математики Ямпільської середньої школи Сумської області.
1961 року переїхала до міста Глухова на Сумщині. Тут вона чотири десятиліття (до 2001 року) обіймала посаду викладача, старшого викладача, завідувача кафедри математики, доцента Глухівського державного педагогічного інституту ім. С. М. Сергєєва-Ценського (нині Глухівський національний педагогічний університет ім. О. Довженка).
Віра Мринська померла у грудні 2004 року. Похована в Глухові.

## Наукова та методична діяльність
1981 року Вірі Мринській було присвоєно вчене звання доцента кафедри методики викладання математики.
Віра Мринська — авторка методичних посібників і дидактико-методичного забезпечення викладання математики для вчителів середньої школи, зокрема:
- «Позакласна робота з математики в початкових класах» (1970);
- «Уроки математики в 1-3 класах малокомплектної школи» (1975);
- «Таблиці з математики для 2-3 класів» (1980);
- «Уроки математики у 4 (3) класах» (1998).

Віра Мринська активно займалася науково-методичною роботою. Була постійним науковим кореспондентом науково-дослідного інституту шкільної освіти та технічних засобів навчання, членом редакційної колегії журналу «Початкова школа».
Працюючи викладачем методики викладання математики в інституті, вчена постійно підтримувала тісні зв'язки з школами, учителями початкових класів (виступала на вчительських курсах, семінарах, конференціях) та з Сумським обласним інститутом післядипломної педагогічної освіти (брала активну участь у перепідготовці директорів, завучів і вчителів шкіл області).

## Нагороди та відзнаки
- Відмінник народної освіти УРСР (1977).
- Заслужений працівник народної освіти України (1994).
- Почесна грамота Міністерства освіти УРСР (1967).
- медаль «За трудову доблесть»,
- Нагрудний знак «А. С. Макаренко» (1986).